# Nữ hoàng trạm xăng
Nữ hoàng trạm xăng (tiếng Nga: Королева бензоколонки) là một bộ phim hài - ca nhạc rất nổi tiếng của hãng phim Dovzhenko, trình chiếu lần đầu năm 1963.

## Lịch sử
Bộ phim có nội dung trong sáng, hài hước nhẹ nhàng, không phô trương cầu kỳ mà tương đối giản dị, ẩn chứa những thông điệp nhân văn sâu sắc về cuộc sống.

## Nội dung
Lyudmila đi thi tuyển phát thanh viên trên truyền hình, nhưng cô không thể vượt qua được kỳ thi vì có vấn đề về giọng nói. Cô luôn mơ ước được làm tiếp viên hàng không trên máy bay TU-104 nhưng chưa có cơ hội. Bây giờ, cô đang chuẩn bị tham gia một nhóm múa ballet trên băng.
Tuy nhiên, ở sân băng lại đang thiếu đá, bởi thế, việc tập luyện phải tạm ngưng. Lyudmila tạm thời được sắp xếp làm việc bán thời gian ở một trạm xăng.
Mặc dầu, những công việc ở trạm xăng không phải lúc nào cũng sẵn có cho những nhân công thử việc, nhưng mọi người vẫn vui vẻ sắp xếp nhanh chóng cho Lyudmila một công việc, điều đó không chỉ để cô học hỏi được những kỹ năng mới mà còn để thay đổi các hình thức làm việc ở đây.

## Sản xuất
- Âm nhạc: Yevgeny Zubtsov
- Dựng phim: Mikhail Ivanov, Aleksandr Pishchikov
- Thiết kế sản xuất: Aleksandr Kudrya
- Phục trang: A.Chepurko